# Laura Põldvere
Laura Põldvere (anciennement Remmel), ou plus simplement Laura, née le 30 août 1988 à Tartu est une chanteuse estonienne, ayant représenté son pays au Concours Eurovision de la chanson 2005 dans le groupe Suntribe avec la chanson Let's Get Loud.
Elle a depuis participé à la sélection nationale de l'Estonie, à sept reprises : en 2007, en 2009, en 2016, en 2017 (édition qu'elle remporte en duo avec le chanteur Koit Toome, avec la chanson Verona ; représentant donc l'Estonie à l'Eurovision 2017), en 2020, en 2023 et en 2024. Elle tentera aussi la sélection finlandaise en 2021, sans succès.

## Biographie
Sa carrière débute en 2005, lorsqu'elle participe à l'Eurolaul, sélection nationale pour l'Eurovision, avec la chanson Moonwalk. Cette chanson a finalement terminé deuxième de la sélection mais Laura ira quand même à l'Eurovision 2005, dans le girl group Suntribe, avec la chanson Let's Get Loud. À l'Eurovision, elles ne se qualifient pas pour la finale, terminant vingtièmes de la demi-finale.
Elle retentera sa chance en 2007, avec la chanson Sunflowers, mais ne remportera pas l'Eurolaul, terminant troisième de la compétition. En septembre de la même année, elle sort son premier album, Muusa, et met sa carrière de chanteuse entre parenthèses pour poursuivre des études au Berklee College of Music à Boston. Elle retentera sa chance pour représenter l'Estonie à l'Eurovision en 2009, dans l'Eesti Laul 2009. Sa chanson Destiny finira troisième.
Son album Ultra sort la même année.
En 2011, elle sort une compilation de tous ses singles de 2005 à 2011 ainsi que sa chanson Ultra (qu'elle avait déjà sortie dans son album du même nom, en 2009), intitulée Sädemeid taevast.
En 2016, elle retente sa chance à l'Eesti Laul avec la chanson Supersonic, terminant deuxième de la compétition.
L'année suivante, elle retente sa chance pour participer à l'Eurovision pour son pays. Ce sera sa cinquième tentative. Sa chanson Verona, qu'elle interprète en duo avec le chanteur Koit Toome, remporte la compétition. Elle représentera par conséquent l'Estonie au Concours Eurovision de la chanson 2017. C'est donc la deuxième fois qu'elle y parvient. Elle a participé à la seconde demi-finale, sans parvenir à se qualifier.
Laura a de nouveau concouru pour représenter l'Estonie à l'Eurovision en 2020 avec sa chanson « Break Me ». Arrivée en finale, elle termine 11e sur 12 participants.
En janvier 2021, il a été révélé que Laura tenterait de représenter la Finlande à l'Eurovision en participant à Uuden Musiikin Kilpailu 2021 avec sa chanson « Play ». Elle a terminé dernière de la sélection avec 13 points.
En novembre 2023, elle est annoncée comme l'une des demi-finalistes d'Eesti Laul 2024, avec la chanson « Here's Where I Draw the Line ». Elle ne parvient pas à se qualifier pour la finale.
Le 16 décembre 2024, il est annoncé qu'elle retentera sa chance pour l'Eesti Laul 2025, cette fois-ci en duo, accompagnée du rappeur AG, avec la chanson Pimepäev.

## Vie privée
Elle a épousé le pianiste jazz estonien Joel-Rasmus Remmel en 2014. Ils sont restés ensemble pendant deux ans, avant de divorcer en 2016. Son petit frère, âgé de 20 ans, a été retrouvé mort dans un hôtel en Thaïlande en décembre 2016.

## Discographie

### Albums
| Titre | Détails                                                  |
| ----- | -------------------------------------------------------- |
| Muusa | - Date de sortie : 1er septembre 2007 - Label : Moonwalk |
| Ultra | - Date de sortie : 8 décembre 2009 - Label: Moonwalk     |

### Compilations
| Titres           | Détails                                            |
| ---------------- | -------------------------------------------------- |
| Sädemaid taevast | - Date de sortie : Novembre 2011 - Label: Moonwalk |

### Singles
| Single                                | Année | Album             |
| ------------------------------------- | ----- | ----------------- |
| Moonwalk                              | 2005  | Muusa             |
| Sunflowers                            | 2007  | Muusa             |
| Muusa                                 | 2007  | Muusa             |
| "581C"                                | 2008  | Muusa             |
| "Lihtsad asjad" (feat. Raivo Tafenau) | 2008  | Muusa             |
| Destiny                               | 2009  | Ultra             |
| Pühakud                               | 2009  | Ultra             |
| Ultra                                 | 2009  | Ultra             |
| Südasuve Rohtunud Teed                | 2010  | Ultra             |
| Võid Kindel Olla                      | 2010  | Sädemeid taevast  |
| Kustuta Kuuvalgus                     | 2011  | Ultra             |
| "2020"                                | 2011  | Sädemeid taevast  |
| Sädemeid Taevast                      | 2012  | Sädemeid taevast  |
| Verona (avec Koit Toome)              | 2017  | Single hors-album |